# Megachile apostolica
Megachile apostolica är en biart som beskrevs av Cockerell 1937. Megachile apostolica ingår i släktet tapetserarbin, och familjen buksamlarbin. Inga underarter finns listade i Catalogue of Life.